# Burg Obi
Die Burg Obi (japanisch 飫肥城, Obi-jō) befindet sich in der Stadt Nichinan in der Präfektur Miyazaki. In der Edo-Zeit residierten dort die Itō als kleinere Tozama-Daimyō mit einem Einkommen von 36.000 Koku.

## Geschichte
Die Burg Obi liegt auf einer Anhöhe zwischen dem Sakatani-Fluss (酒谷川, Sakatani-gawa) und dem Yamakawa (山川) im Nordosten. Es ist nicht genau bekannt, wann die Burg angelegt worden ist, wohl zur Zeit der Spaltung des Kaiserhofes zu Beginn des 14. Jahrhunderts.
Sicher ist, dass die Burg um 1475 von Shimazu Tadakane gebaut wurde. 1562 wurde sie von Itō Yoshisuke (伊東 義祐; 1512–1584), bis dahin Fürst auf Tonokōri, erobert, der sie aber noch im selben Jahr an Shimazu Tadachika wieder verlor.
1568 besetzt Yoshisuke die Burg, sein zweiter Sohn Suketake (祐兵; 1559–1600) wurde Burgherr. Aber 1577 gewannen die Shimazu endgültig die Oberhand, die Itō mussten in die Provinz Bungo ausweichen. Als jedoch Toyotomi Hideyoshi 1587 Kyūshū unterwarf, erhielt Suketake die Burg zurück. Die Itō bleiben dann Burgherren bis zur Meiji-Restauration.

## Die Anlage

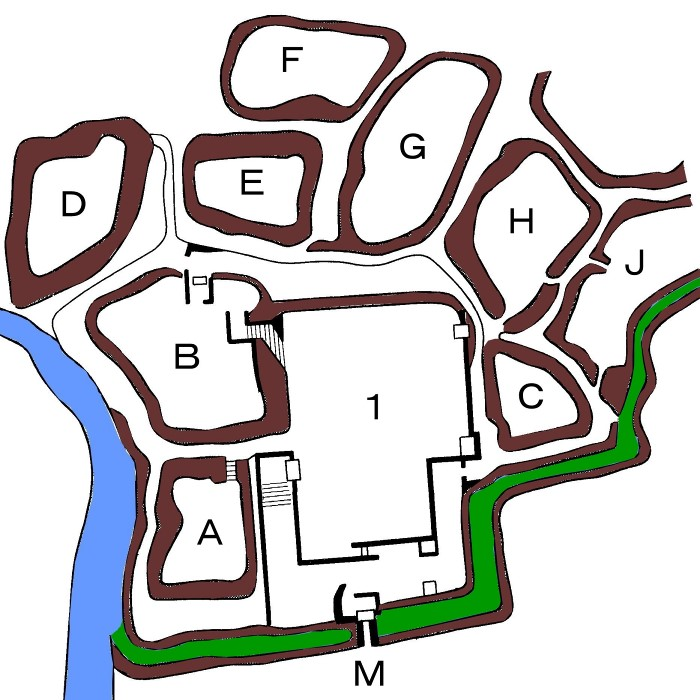
Burg Obi 1: Hommaru
Braun: Erdwälle
Grün: Trockener Graben
Blau: Sakatani-Fluss.
Buchstaben siehe Text

Die Burg weist die Merkmale einer mittelalterlichen Anlageform auf. Nur der innerste Bereich, das Hommaru (本丸) war durch Mauern geschützt, die Bereiche davor durch Erdwälle. Das Hommaru war direkt von dem [A] Matsuo-maru (松尾丸), [B] Moto-hommaru (元本丸) und dem [C] Imashiro-maru (今城丸) umgeben. Davor lagen die Bereiche [D] Nishi-no-maru (西の丸), [E] Naka-nomaru (中の丸), [F] Kita-no-maru (北の丸), [G] Ideya-no-maru (出屋の丸), [H] Moto-maru (元丸) und [J] Hachiman-maru (八幡丸). Verschiedenen Burgbereiche, wie am Haupttor im Süden und den Naka-no-maru, wurden in der Edo-Zeit erneuert und mit Steinen verstärkt.
Die Burg wurde beim Großen Erdbeben von 1684 stark beschädigt. Der amtierende Fürst Itō Sukezane (伊東 祐実; 1674–1723) ließ einige Bereiche einebnen und das Haupttor verstärken. Die Residenz wurde neu angelegt und 1693 fertiggestellt. 1801 wurde auf dem Hachiman-maru die Han-Schule Gakumonjo (学問所), die ab 1831 aufgewertet und Shintokudō (振徳堂) genannt wurde.
Von den Mauern des Hommaru ist nur der südliche Teil erhalten. Erhalten ist das Haupttor als sogenanntes Yaguramon-Tor (櫓門, yagura-mon). Die Residenz, die sich im Naka-no-maru befunden hatte, wurde im Matsuo-maru wieder aufgebaut. Von dem Shintokudō sind das Gebäude Omoya (主屋), das Tor Nagayamon (長屋門), das Haupttor und das Yoshōkan (豫章館) im ehemaligen Burggarten erhalten geblieben. Außerdem sind Reste des Samurai-Viertels vor der Burg erhalten.
Heute ist der Vorbereich Imashiro mit dem Hommaru vereinigt und ist Sitz der Grundschule Obi (飫肥小学校, Obi shōgakkō). Das Hommaru ist Sportplatz der Schule, an der Südostecke befindet sich ein kleines Museum zur Burggeschichte, das Obijō Rekishi Shiryokan (帯状歴史資料館). Die nordöstlichen Vorbereiche werden von der Mittelschule Obi (飫肥中学校, Obi chūgakkō) genutzt.
Vor dem Haupttor der Burg befindet sich die Gedenkstätte für den in Obi geborenen Politiker und Diplomat Komura Jutarō, das Komura Kinenkan (小村記念館).

## Bilder

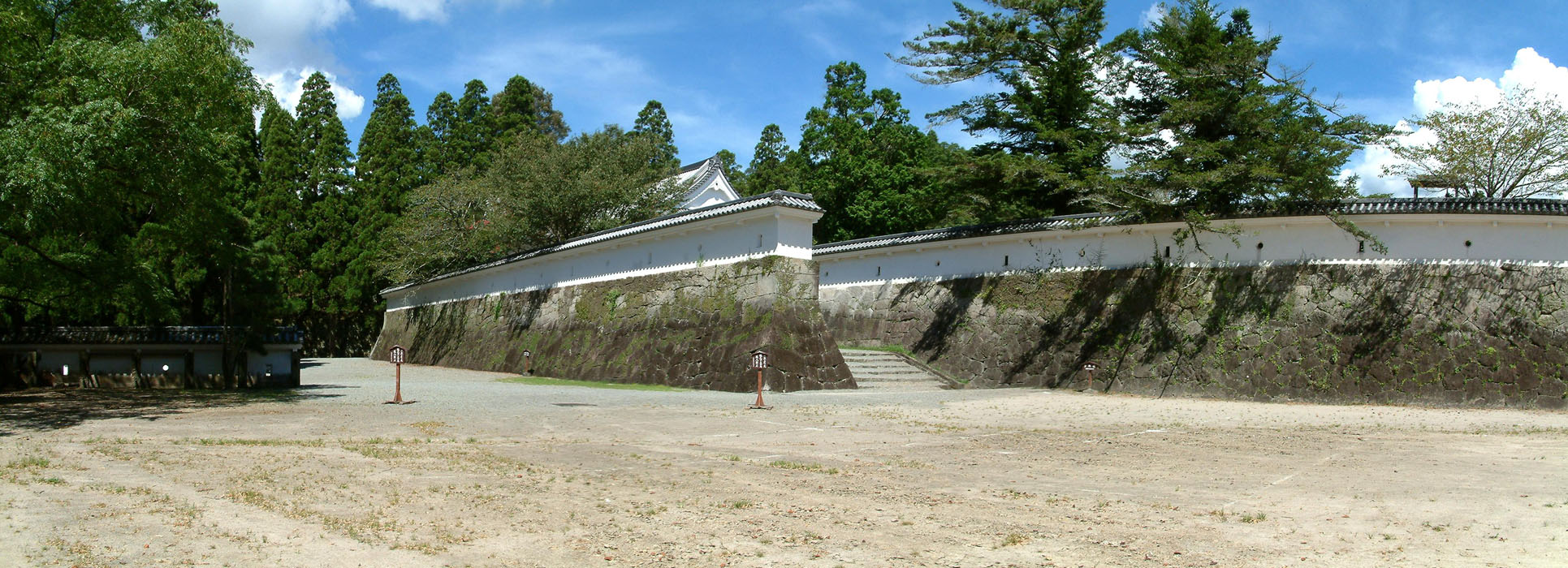
Mittlerer Aufgang zum Hommaru
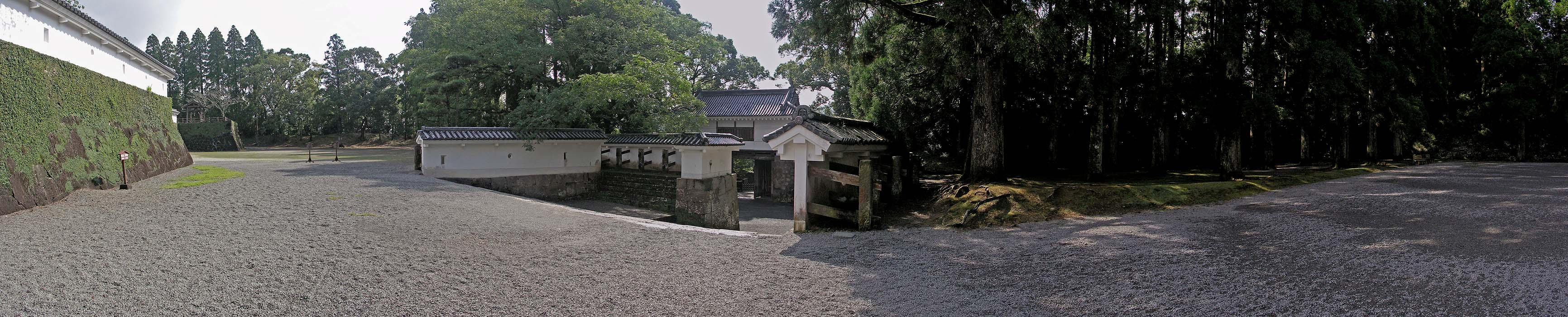
Blick von innen auf das Haupttor unten